# Нолл, Томас
Томас Нолл (англ. Thomas Knoll) — программист из США, создавший программу Adobe Photoshop. Том начал разработку процедур обработки изображений в 1988 году. После того, как было готово ядро программы, он показал его своему младшему брату Джону Ноллу, который в то время работал в компании Industrial Light & Magic. Джону понравилась идея, и он предложил создать ещё несколько функций, за что и был внесён в список разработчиков. В 1989 Джон успешно продал продукт компании Adobe Systems, которая переименовала его в Photoshop.
Томас возглавлял разработку версии CS4, и сейчас работает над плагином Camera Raw для обработки сырых изображений.
Нолл родился и вырос в Анн-Арборе, учился в Мичиганском университете. Сейчас живёт в Анн-Арборе.
Отец Томаса, Глен Нолл, работает профессором в Мичиганском университете.

## Награды
- Медаль прогресса (Королевское фотографическое общество) (1995)
- Медаль прогресса (Фотографическое общество Америки) (2001)